# Burning Starr
Burning Starr — американская хэви-метал-группа, основанная Джеком Старром в 1984 году. В качестве названия для группы Джек Старр использовал своё прозвище.
Группа записала 4 альбома в 80-х годах, после чего распалась и Джек Старр на долгое время покинул метал-сцену. Последний альбом группы не имел собственного названия и назывался просто по названию группы «Jack Starr’s Burning Starr». Этот альбом часто называют «оранжевым альбомом». В 1998 году вышел сборник «лучшее».
В 2008 году группа выступила на фестивале Magic Circle Festival. Кроме вокалиста и самого Джека Старра все музыканты были из группы Stormwarrior.
В июле 2009 вышел новый альбом группы «Defiance» на лейбле Magic Circle Music. В записи альбома в качестве приглашённых музыкантов участвовали Райно и Джо Стамп. 
В 2011 году группа выпустила свой шестой альбом Land of The Dead. В записи альбома приняли участие приглашенные музыканты Ross The Boss и Дэвид Шенкл

## Состав
- Джек Старр — гитара
- Тод Холл — вокал
- Нэд Мелони — бас-гитара

### Бывшие участники группы
Вокал
- Майк Тирелли
- Фрэнк Вестри

Бас-гитара
- Кейт Коллинс
- Бруно Рейвел
- Уильям Фейрчайлд

Клавишные
- Дэвид ДеФейс
- Эд Спан

Ударные
- Грэг Д'Анджело
- Джим Харрис
- Марк Эдвардс

## Дискография
- Rock The American Way Full-length (1985)
- No Turning Back (1986)
- Blaze Of Glory (1987)
- Jack Starr’s Burning Starr (1989)
- Burning Starr (1998)
- Defiance (2009).
- Land of The Dead (2011)